# Mine de Sirgala
La mine de Sirgala est une mine à ciel ouvert de schiste bitumineux située en Estonie.